# رکسانا پوپا
رکسانا پوپا (به انگلیسی: Roxana Popa) ژیمناست زادهٔ ۲ ژوئن ۱۹۹۷ میلادی و اهل کشور اسپانیا است.